# Рівінгтон-стріт
Рівінгтон-стріт (англ. Rivington Street) — вулиця в боро Нью-Йорка Мангеттені, яка проходить через район Нижній Іст-Сайд, між Бауері та Пітт-стріт, з перервою між Крісті та Форсайт-стріт до парку Сари Д. Рузвельт. По даній вулиці рух є одностороннім та прямує на захід.
Вулиця названа на честь Джеймса Рівінгтона, який під прикриттям написання однієї з найсумніших лоялістських газет в американських колоніях таємно керував шпигунською групою, яка постачала інформацію Джорджу Вашингтону. На початку 20-го століття ця вулиця була домом для багатьох італійських та єврейських іммігрантів, отже, місцем народження багатьох американців італійського та єврейського походження другого покоління. Певний час там проживав Джордж Бернс.

## У масовій культурі
Фото з Рівінгтон-стріт було використане для обкладинки альбому Beastie Boys Paul's Boutique. 9 вересня 2023 року перехрестя Рівінгтон і Ладлоу-стріт, де було зроблено обкладинку, було перейменовано на «Beastie Boys сквер».
Мистецький рух Рівінгтонської школи був названий на честь покинутої будівлі державної школи, розташованої на Рівінгтон-стріт.